# Shanghai (film 2010)
Shanghai è un film del 2010, diretto da Mikael Håfström su sceneggiatura di Hossein Amini. Tra i principali interpreti figurano John Cusack, Li Gong, Ken Watanabe, Rinko Kikuchi e Chow Yun-Fat.
È il rifacimento del film Shanghai (1935) con Loretta Young e Charles Boyer.

## Trama
A quattro mesi dall'attacco di Pearl Harbor, Paul Soames, un uomo americano, giunge a Shanghai alla ricerca di un caro e vecchio amico. 
Le sorprese sono molte, la città è sotto assedio da parte del Giappone, e dopo alcune ricerche, Paul scopre che il suo amico è stato assassinato, inizia quindi a indagare sulle cause della sua morte.
Alla storia si aggiungono la principessa Anna Lan-Ting, che dopo aver conosciuto Paul si fidanzerà con lui facendo nascere una intensa storia d'amore, e l'ispettore capo della polizia Anthony Lan-Ting.

## Produzione
Shanghai nacque da un'idea di Mike Medavoy, che nacque a Shanghai nel 1941, il quale si occupò di sviluppare il suo lavoro per il grande schermo attraverso la propria piccola compagnia Phoenix Pictures. Dopo diversi anni di sviluppo, il progetto fu acquistato da Harvey Weinstein e affidato alla Miramax, per un totale di otto anni tra sviluppo e preparazione.
In un primo tempo si era fatto anche il nome di Johnny Depp come possibile figurante nel cast artistico, dopo che l'attore mostrò un certo interesse al film.

### Riprese
Le riprese si sono svolte nel 2008, per un periodo di tre mesi circa, dal 5 maggio al 12 agosto.
Le riprese erano inizialmente previste per svolgersi a Shanghai a inizio 2008 su un set costato oltre 3 milioni di dollari per la costruzione, tuttavia, a causa della controversa ambientazione temporale nella quale veniva presentato il film, la The Weinstein Company si vide portare via i permessi concernenti la possibilità di girare dalle autorità cinesi una settimana prima della data d'inizio riprese. Alla ricerca di una nuova location, la troupe fu ospitata a Bangkok (Thailandia), dove fu rilocato il set con un elaborato costrutto di due blocchi.
Comunque, nonostante si fosse pensato a un possibile danno per l'intera produzione lo spostamento del set, l'attrice cinese Gong Li spiegò come invece il nuovo set fosse «più grande e più bello» di quello allestito in Cina, e che «ogni cosa ha superato la nostra immaginazione... tutti i film ambientati a Shanghai in futuro potrebbero essere girati qui».
Dopo che l'attrice Franka Potente fu oggetto di alcune minacce da parte di un molestatore prima e durante la lavorazione, per tutelare la sicurezza della sua persona le fu assegnato uno pseudonimo da utilizzare nel corso della produzione.

## Promozione
Il 27 maggio 2010 ha debuttato in rete il trailer internazionale del film, a circa due anni di distanza dal termine delle riprese, seguito alcuni giorni dopo da una elegante locandina .

## Distribuzione
Dopo la presentazione in anteprima al Shanghai International Film Festival, il film è stato distribuito in Cina il 17 giugno 2010, successivamente è uscito in altri Paesi del continente asiatico. L'edizione asiatica è stata completamente doppiata in mandarino, sia per quanto riguarda i dialoghi degli attori americani, sia per quelli riguardanti gli attori giapponesi.
Le date di uscita internazionali sono :
| - 17 giugno 2010 - Cina, come Die Hai fengyun - 30 giugno 2010 - Taiwan - 1º luglio 2010 - Singapore - 15 luglio 2010 - Thailandia - 16 luglio 2010 - Vietnam | - 22 luglio 2010 - Malaysia - 28 luglio 2010 - Indonesia - 26 agosto 2010 - Hong Kong - 2 settembre 2010 - Paesi Bassi - 21 ottobre 2010 - Grecia |

Negli Stati Uniti d'America il film era previsto per uscire pochi mesi dopo il debutto cinematografico cinese, verso il settembre 2010, tale data è stata posticipata prima al 2011 ed, infine, al 2015.

## Accoglienza

### Critica
Secondo la nota rivista di cinema The Hollywood Reporter , il film è un «thriller romantico che cerca di mordere più di quanto si possa masticare, strozzando le sue ambizioni» che prende elementi da opere come Purple Butterfly, Lussuria - Seduzione e tradimento, Witness - Il testimone e, in maniera minore, da Una strada, un amore. Pur elogiando il lavoro svolto dallo scenografo Jim Clay, dalla costumista Julie Weiss e dal direttore della fotografia Benoît Delhomme con il quale hanno approcciato alla qualità visiva dell'opera, viene criticata la regia poco espressiva di Mikael Håfström e la sceneggiatura superficiale di Hossein Amini basata su archetipi e stereotipi.

### Incassi
Shanghai è stato distribuito nel circuito cinematografico cinese il 17 giugno 2010 , incassando 46ml CNY entro il 4 luglio (pari a 6,8ml di dollari americani) . Nell'insieme, includendo i dati relativi agli incassi di Thailandia, Singapore, Malesia, Hong Kong e Taiwan, al 15 agosto il film ha incassato un totale di 9,199,466 $ .